# 威廉·坦普尔·霍纳迪
威廉·坦普尔·霍纳迪（William Temple Hornaday；1854年12月1日—1937年3月6日）是一名美国动物学家和自然保护主义者。他曾担任纽约动物园（即今天的布朗克斯动物园）的第一任园长，是美国早期野生动物保护运动的先驱。

## 生平
霍纳迪出生于印第安纳州的雅芳，曾在奥斯卡卢萨学院（Oskaloosa College）、爱荷华州立农业学院（现爱荷华州立大学）和欧洲接受教育。

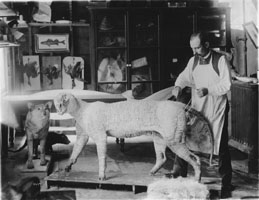
霍纳迪制作老虎标本。

在罗切斯特的自然科学研究所（Natural Science Establishment）担任一段时间动物标本剥制师后，他在印度和锡兰花了一年半（1877年至1878年）收集标本。1878年5月，他到达东南亚，在婆罗洲的马来亚和砂拉越旅行。他的旅行启发了他的第一本出版物《丛林中的两年》 （Two Years in the Jungle，1885年）。1882年，他被任命为史密森尼学会的首席标本剝製师，1890年辞职。
在国家博物馆，霍纳迪的任务是清点博物馆收藏的少量美洲野牛标本。他还通过写信给美国西部和加拿大的牧场主、猎人、军官和动物园管理员对野牛数量进行了调查。霍纳迪估计在1867年美国西部大约有1500万头野牛，但当时已经大幅减少。在写给史密森尼学会上司乔治·布朗·古德的一封信中，霍纳迪报告说：“在美国，大水牛群的消亡已经是一个既成事实。” 
1886年，霍纳迪向西来到蒙大拿州的马瑟尔谢尔河地区，那里有幸存的野生美洲野牛群。他的任务是为史密森尼学会收藏该地区的标本，以便后人还能知道水牛的样子。
霍纳迪制作的水牛标本一直展出到1950年代，后史密森尼学会将这些标本送到蒙大拿州保存，但旋即被人遗忘。它们于1996年被重新发现、修复并在蒙大拿州本顿堡的北部大平原博物馆（Museum of the Northern Great Plains）展出。
亲身体会物种灭绝促使他成为了一名自然保护主义者。除了收集的标本外，他带回一些活体动物，这构成了他在史密森尼博物馆创建的活体动物部（Department of Living Animals）的核心，后者也就是国家动物园的前身，而霍纳迪在国家动物园本身的建立中也发挥了作用。霍纳迪是国家动物园的第一任园长，但在与史密森尼学会的塞缪尔·兰利发生冲突后不久就辞职而去。

## 布朗克斯动物园

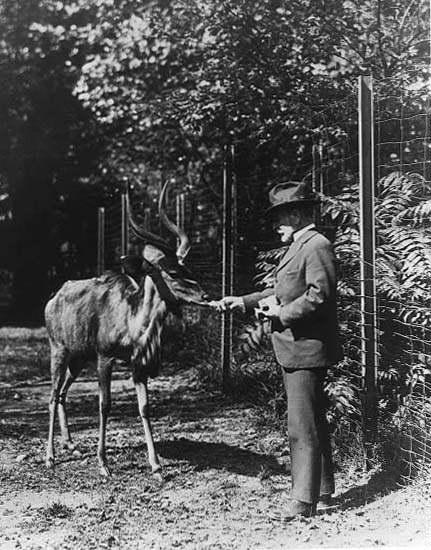
1920年，威廉·霍纳迪在纽约动物园喂食扭角林羚。

1896年，新成立的纽约动物学会（今国际野生生物保护学会）邀请霍纳迪出山，他也在布朗克斯动物园选址以及早期展览的设计中发挥了主导作用。他担任园长、总策展和哺乳动物馆策展的三重角色，建立了世界上最大的动物园之一，很多策展和推广思路也具有划时代的意义。1926年，霍纳迪退休。

### 种族主义
1906年9月，刚果的俾格米人奥塔·本加（Ota Benga）在布朗克斯动物园的猴舍展出。他用弓箭射击目标、编织麻绳并与猩猩搏斗。虽然，据《纽约时报》报道，当时“很少有人对人类在笼子里和猴子为伴的景象表示反对”，但该市的黑人教士却大为反感，认为这是黑人没被当做人来对待。
纽约市长小乔治·B·麦克莱伦（George B. McClellan, Jr.）拒绝接见那些反对的神职人员，这得到霍纳迪的称赞，他写信给市长说：“当书写动物园的历史时，这件事将成为它最有趣的一段。” 
随着问题继续发酵，霍纳迪仍然毫无歉意，坚称他唯一的目的是进行“民族学展览”（ethnological exhibit）。他说他和纽约动物学会的秘书麦迪逊·格兰特认为社会不应该由黑人教士支配。
尽管如此，霍纳迪两天就停止了展览。9月8日星期一，本加出现在动物园的人群中。1916年，当他返回刚果的行程因第一次世界大战而推迟时，本加自杀身亡。

## 遗产
霍纳迪的奴隶使得美洲野牛最终免于灭绝。19世纪末，在西奥多·罗斯福的支持下，他开始筹划一个保护野牛的协会。多年后，作为布朗克斯动物园园长，霍纳迪开始买下野牛饲养。到1903年，动物园已经在10英亩的土地上饲养了40头野牛。1905年，美国野牛学会（American Bison Society）在布朗克斯动物园狮子馆的一次会议上成立 。当1905年美国创建第一个大型野生动物保护区——威奇托国家森林和野生动物保护区（Wichita National Forest and Game Preserve）时，霍纳迪派遣了布朗克斯动物园的15个工作人员以协助保护区重新引入野牛。他亲自挑选了放生地点和动物个体。到1919年，在美国野牛学会的努力下，美国已经有了九个野牛群。
霍纳迪一生出版了近两打书籍和数百篇关于呼吁保护动物的文章，经常将保护动物描述为一种道德义务。1913年他的畅销书《我们正在消失的野生动物：其灭绝和保护》（Our Vanishing Wildlife: Its Extermination and Preservation）出版并分发给每一位国会议员。
他一直在为多项野生动物保护法的确立游说国会。1913年，他建立了永久野生动物保护基金（Permanent Wild Life Protection Fund）。1915年《美国博物馆杂志》（American Museum Journal）称：霍纳迪“开展并成功实施了比美国任何其他人都多的野生动物保护运动”。

### 童子军
霍纳迪对童軍活動，尤其是美国童子军也产生了巨大影响。他的信仰和著作是美国童子军的重要组成部分。野生动物保护奖（Wildlife Protection Medal） 由他于1915年创立，在他于1938年去世后，该奖项以他的名字重新命名。2020年10月，美国童子军以霍纳迪涉嫌种族主义为由将他的名字抹除。

## 个人生活
1879年，霍纳迪与约瑟芬·张伯伦（Josephine Chamberlain）结婚，育有一个女儿海伦。霍纳迪在康涅狄格州斯坦福去世，并被安葬在康涅狄格州格林威治的普特南公墓。他的外孙坦普尔·菲尔丁（Temple Fielding）成为了一名旅行作家。
在他去世一年后，即1938年，在富兰克林·德拉诺·罗斯福总统的建议下，美国国家公园管理局以他的名字命名了黄石国家公园阿布萨罗卡岭的霍纳迪山。